# La Providencia, Sayula de Alemán
La Providencia är en ort i Mexiko.   Den ligger i kommunen Sayula de Alemán och delstaten Veracruz, i den sydöstra delen av landet, 500 km öster om huvudstaden Mexico City. La Providencia ligger 15 meter över havet och antalet invånare är 212.
Terrängen runt La Providencia är platt. Runt La Providencia är det glesbefolkat, med 10 invånare per kvadratkilometer. Närmaste större samhälle är Venustiano Carranza, 12,2 km öster om La Providencia. Omgivningarna runt La Providencia är en mosaik av jordbruksmark och naturlig växtlighet.